# Romadur

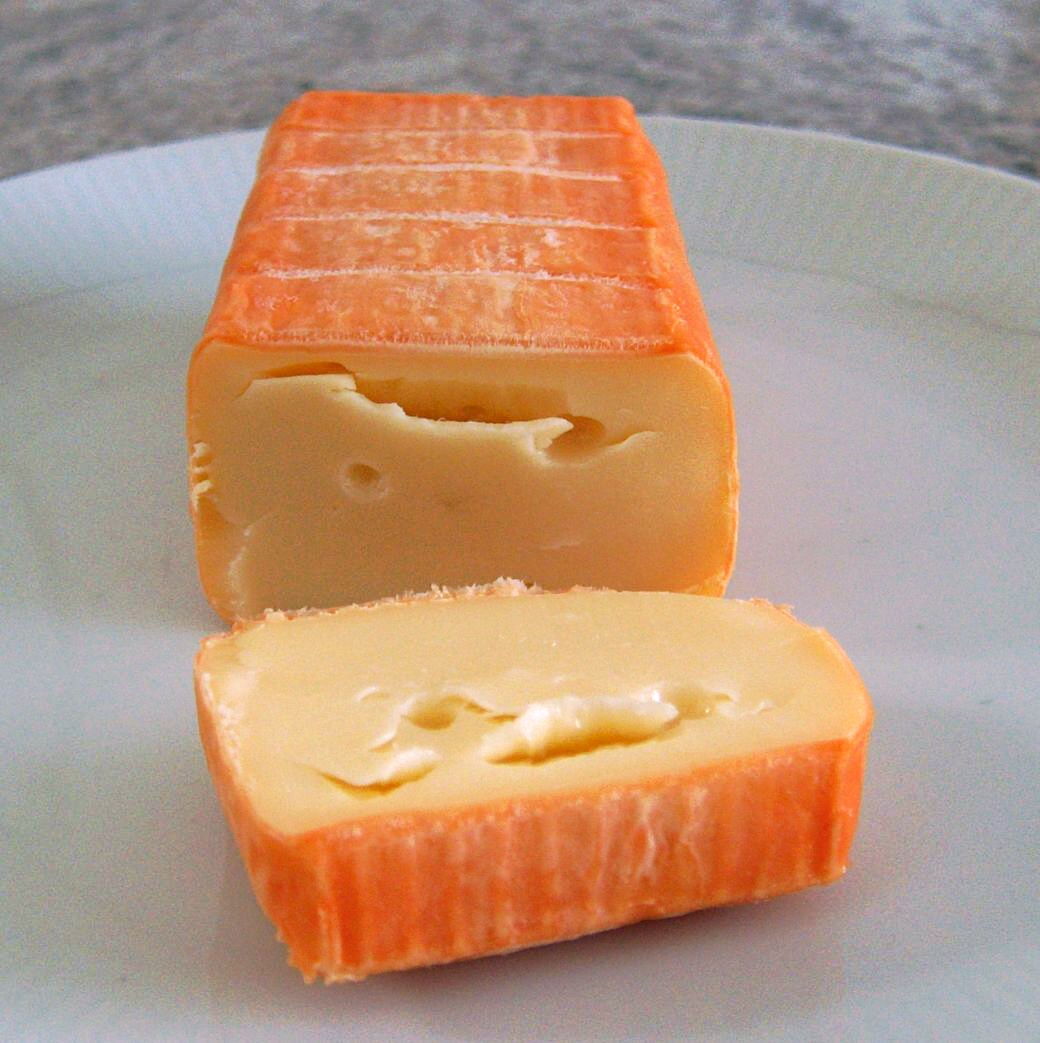
Romadur

Romadur ist ein ursprünglich belgischer, heute weit verbreiteter Weichkäse mit Rotschmiere aus Kuhmilch mit 20, 40 oder 60 Prozent Fett in der Trockenmasse. Diese Zahl variiert von Hersteller zu Hersteller. Sein absoluter Fettgehalt bewegt sich zwischen 8 und 20 Prozent. Er wird in Stangenform angeboten und ist im Durchschnitt  kleiner als der Limburger. Im Handel sind übliche Größen 100 Gramm oder 125 Gramm. Laut der Deutschen Käseverordnung muss sein Gewicht zwischen 80 und 180 Gramm betragen.

„A Geschmeidige Haut mit gelbbrauner bis rötlicher Schmiere
B Schnittfläche des Teiges mattglänzend weiß, angereifte Teigmasse bis hellgelb, im Teig nur einige Bruchlöcher, weichschnittiger Teig, jedoch nicht von fließender Beschaffenheit 
C Mild bis leicht pikant“

 Er schmeckt je nach Reifegrad zwischen mild und pikant mit kräftig duftendem Aroma, eher milder als der Limburger. Der Käseteig ist mattglänzend, anfangs weiß, und dunkelt während der Reifung über hellgelb nach cremefarben.
Zur Herkunft des Namens gibt es mehrere Theorien. Romadur könnte einmal von französisch remoudre (nochmals melken) abgeleitet sein, unter dem Namen Remoudou war in Belgien ein pikanter Herve gängig. Eine andere Ableitung führt den Namen auf einen spanischen Käse Ramdon zurück, der die Spanier veranlasste, in ihren holländisch-flämischen Hoheitsgebieten den pikanten Herve danach zu benennen. Er wurde wie der Limburger in den dreißiger Jahren des 19. Jahrhunderts von Carl Hirnbein im Allgäu eingeführt. Eine andere etymologische Vermutung leitet die Bezeichnung Romadur vom Limburgischen Roem (Rahm) und dem französischen Adjektiv doux (zart) ab.
Für die Herstellung werden der Kesselmilch ein Säurewecker und Lab beigegeben. Der entstehende Bruch wird zu Haselnussgröße geschnitten und ohne Nachwärmen abgefüllt. Nach mehrmaligem Wenden kommt der Käse für 12 bis 16 Stunden in ein Salzbad, danach wird er bei 14 °C und über 90 % relativer Luftfeuchte 8 bis 14 Tage lang gelagert und während dieser Zeit mit Flüssigkeiten geschmiert, die Rotschmierebakterien enthalten, vor allem Brevibacterium linens. Durch Besiedelung mit den Rotschmierebakterien erhält er eine würzige, orange bis rotbraune, elastische Oberfläche, die leicht klebrig und griesig ist.
Der Käse schmeckt pur mit Zwiebeln, auf Pumpernickel oder zu helleren Brotsorten mit sauren Gurken oder in pikanten Salaten. In der warmen Küche findet er zum Gratinieren oder bei Käsespätzle Verwendung. Als Begleitgetränk schmecken aufgrund des eher kräftigen Aromas Bier oder vollmundiger Wein.